# Florian Lukas
Florian Lukas (Berlino Est, 16 marzo 1973) è un attore tedesco.

## Biografia
Nato nell'allora Berlino Est, Florian Lukas è cresciuto nel quartiere di Prenzlauer Berg. All'età di 17 anni ha cominciato a fare teatro, dapprima in gruppi teatrali indipendenti, poi, dal 1993 al 1998, anche presso il Berliner Ensemble e il Deutsches Theater di Berlino. Nel 1990 avviene il suo debutto cinematografico nel film Banale Tage (diretto da Peter Welz), seguito dalla partecipazione a numerose serie televisive come ad esempio Marshall (1994, Mark Schlichter), Dunckel (1997, Lars Kraume) e The Last Life (1997, Claudia Prietzel). Ha studiato recitazione presso la HFF Potsdam-Babelsberg, lasciata nel 1994.
È diventato noto al grande pubblico per il film di successo Der Eisbär (1998, Til Schweiger), per la sua recitazione in St. Pauli Nacht (1998, Sönke Wortmann) e per Absolute Giganten (1998, Sebastian Schipper), che gli è valso il Bayerischer Filmpreis come Miglior Giovane Attore, il New Faces Award ed il Premio come Miglior Attore al Film Festival di Soči, in Russia. Nel 2003, per il ruolo di Dennis in Good Bye, Lenin!, ha ricevuto il Deutscher Filmpreis come Miglior Attore non Protagonista e un Bambi.
Recita fra gli altri in Befreite Zone (2003, Norbert Baumgarten), Kammerflimmern (2003, Hendrik Hölzemann), One Day in Europe (2004, Hannes Stöhr) e in film televisivi tra cui il pluripremiato Zuckerbrot (2002, Hartmut Schoen). Nel 2004 torna sul palco con Der Auftrag, di Heiner Müller, al fianco di Ulrich Mühe. Florian Lukas ha partecipato ad oltre 70 film e produzioni televisive ed in numerosi radiodrammi.

## Filmografia

### Cinema
- Banale Tage, regia di Peter Welz (1992)
- Der Kleine und der alte Mann, regia di Peter Welz (1993)

- Life Is Too Short to Dance with Ugly Women, regia di Lars Kraume - cortometraggio (1996)
- Bandagistenglück, regia di Maria Teresa Camoglio (1997)
- Dumm gelaufen, regia di Peter Timm (1997)
- Dazlak, regia di Helke Sander (1997)
- Zahltag, regia di Andreas Doub e Lars Kraume - cortometraggio (1997)
- Tut mir leid wegen gestern, regia di Anna Justice (1997)
- Härtetest, regia di Janek Rieke (1998)
- Der Eisbär, regia di Til Schweiger e Granz Henman (1998)
- Ein Tag zurück, regia di Marco Mittelstaedt - cortometraggio (1998)
- St. Pauli Nacht, regia di Sönke Wortmann (1999)
- Absolute Giganten, regia di Sebastian Schipper (1999)
- Zoom, regia di Otto Alexander Jahrreiss (2000)
- Geteiltes Leid, regia di Ivar Leon Menger - cortometraggio (2000)
- Emil und die Detektive, regia di Franziska Buch (2001)
- Ragazze pom pom al top (Mädchen Mädchen!), regia di Dennis Gansel (2001)
- Planet der Kannibalen, regia di Hans-Christoph Blumenberg (2001)
- Happy End, regia di Norbert Baumgarten - cortometraggio (2001)
- Couragierte Bilder, regia di Thomas Frick - cortometraggio (2002)
- Good Bye, Lenin!, regia di Wolfgang Becker (2003)
- Befreite Zone, regia di Norbert Baumgarten (2003)
- Liegen lernen, regia di Henk Handloegten (2003)
- Zuckerbrot, regia di Hartmut Schoen (2003)
- Kammerflimmern, regia di Hendrik Hölzemann (2004)
- One Day in Europe, regia di Hannes Stöhr (2005)
- Keine Lieder über Liebe, regia di Lars Kraume (2005)
- Season Greetings, regia di Nico Zingelmann - cortometraggio (2005)
- FC Venus, regia di Ute Wieland (2006)
- Kein Bund fürs Leben, regia di Granz Henman (2007)
- Stellungswechsel, regia di Maggie Peren (2007)
- North Face - Una storia vera (Nordwand), regia di Philipp Stölzl (2008)
- Warten auf Angelina, regia di Hans-Christoph Blumenberg (2008)
- Vorher:nachher, regia di Sonja Marie Krajewski - cortometraggio (2009)
- Die Fremde, regia di Feo Aladag (2010)
- I Phone You, regia di Dan Tang (2011)
- Anduni - Fremde Heimat, regia di Samira Radsi (2011)
- Die verlorene Zeit, regia di Anna Justice (2011)
- Don 2, regia di Farhan Akhtar (2011)
- Der Kleine Prinz, regia di Lorenz Christian Köhler (2011)
- Prigionieri del ghiaccio (Into the White), regia di Petter Næss (2012)
- Funfactory, regia di Chino Rubio - cortometraggio (2013)
- Grand Budapest Hotel (The Grand Budapest Hotel), regia di Wes Anderson (2014)
- Gli invisibili (Die Unsichtbaren), regia di Claus Räfle (2017)
- Das schweigende Klassenzimmer, regia di Lars Kraume (2018)
- Madison, regia di Kim Strobl (2020)
- Sweet Disaster, regia di Laura Lehmus (2021)
- Acht Tage Im August, regia di Samuel Perriard (2023)

### Televisione
- Liebling Kreuzberg – serie TV, episodi 4x12-4x13 (1994)
- Babysitter, regia di Peter Welz – film TV (1994)
- Die Gerichtsreporterin – serie TV, episodio 1x11 (1994)
- Kommt Mausi raus?!, regia di Alexander Scherer e Angelina Maccarone – film TV (1995)
- Ex, regia di Mark Schlichter – film TV (1995)
- Operation Medusa, regia di Thorsten Näter – film TV (1995)
- Kanzlei Bürger – serie TV, episodio 1x04 (1995)
- Im Namen des Gesetzes – serie TV, episodio 2x05 (1996)
- Alles außer Mord! – serie TV, episodio 3x01 (1996)
- Polizeiruf 110 – serie TV, episodio 25x05 (1996)
- Buongiorno professore (Unser Lehrer Doktor Specht) – serie TV, 13 episodi (1996)
- 1994: Tatort: Singvogel
- 1997: Der Hauptmann von Köpenick
- 2001: Tatort: Mördergrube
- 2001: Wambo
- 2003: Nachtschicht – Amok!
- 2006: Nachtschicht – Der Ausbruch
- 2009: Die Wölfe
- 2009: Der kleine Mann
- 2009: Le più belle fiabe dei fratelli Grimm – La guardiana di oche
- 2010: Weissensee 1ª stagione
- 2011: Weissensee – serie TV, 2ª stagione
- Il disertore (Der Überläufer), regia di Florian Gallenberger - film TV (2020)

## Riconoscimenti
- 1999: Bayerischer Filmpreis, Bester Nachwuchsdarsteller für Absolute Giganten e St. Pauli Nacht
- 1999: New Faces Award per Absolute Giganten
- 2000: Premio per il Miglior Attore al Festival Internazionale del Cinema Sotschi, Russia per Absolute Giganten
- 2001: Premio per il Miglior Attore al Festival Internazionale del Cinema Ourense, Spagna per Zoom
- 2003: Bambi per Good Bye, Lenin!
- 2003: Deutscher Filmpreis per Good Bye, Lenin!
- 2004: Miglior attore maschile di supporto al Kara Filmfestival di Karachi, Pakistan per Good Bye, Lenin!
- 2011: Deutscher Fernsehpreis Miglior Serie per Weissensee